# ОШ „Момчило Ранковић” Рајац
ОШ „Момчило Ранковић” је основна школа која се налази у насељу Рајац, општина Неготин.

## Опште информације
За време владавине кнеза Михајла отворена је основна школа у Рајцу 1866 године одлуком Попечитељства за просвету, међутим у државном шематизму она се помиње од 1867. године. Школа је 1932. носила назив „Народна школа”, а од 1990.  по Момчилу Ранковићу,  члану КПЈ и руководиоцу СКОЈ-а.
Сама школа је повезана мрежом улица и путева, тако да је доступна ученицима из овог и оближнјих села. Поседује велико школско двориште са много зеленила.
Настава се одвија у матичној школи и у подручним одељењима, која се налазе у селима : Браћевац, Александровац и Вељково. Подручна одељења су удаљена 3 до 8 км од матичне школе. Превоз ученика и радника  до школе и назад, организован је свакодневно.